# Vâlcelele (okręg Jassy)
Vâlcelele – wieś w Rumunii, w okręgu Jassy, w gminie Vlădeni. W 2011 roku liczyła 445 mieszkańców.